# Karl Ditters von Dittersdorf
August Carl Ditters von Dittersdorf, avstrijski skladatelj in violinski virtuoz, * 2. november 1739, Laimgrube (del Dunaja), † 24. oktober 1799, Neuhof, Češka.
Ditters je bil izjemno plodovit skladatelj obdobja dunajske klasike. Skomponiral je 32 oper in singspielov, za katere je librete deloma napisal sam. Iz obsežnega opusa so danes izvajana le nekatera instrumentalna dela, predvsem pa je znan po operi Doktor in apotekar (1786).